# Geostorm
Geostorm (titulada: Geo-Tormenta en Hispanoamérica) es una película estadounidense de ciencia ficción, suspenso y acción coescrita, producida y dirigida por Dean Devlin. Está protagonizada por Gerard Butler, Abbie Cornish, Alexandra Maria Lara, Jim Sturgess, Eugenio Derbez, Amr Waked, Ed Harris y Andy García.
Trata sobre un diseñador de satélites que intenta salvar al mundo de una tormenta de proporciones épicas causadas por satélites de control climático.  La fotografía principal comenzó el 20 de octubre de 2014, en Nueva Orleans, Luisiana. Warner Bros Pictures, Electric Entertainment y Skydance Productions produjeron la película, y fue distribuida por Paramount Pictures el 20 de octubre de 2017.

## Trama
En 2019, cuando unos cambios catastróficos en el clima hacen peligrar la supervivencia en la Tierra, la mayoría de los gobiernos del mundo se unen y dan lugar a un proyecto llamado Dutch Boy (Niño holandés en español), consistente en una red global de satélites que rodeen el planeta, armados con avanzadas tecnologías, capaces de evitar desastres naturales. Jake Lawson (Gerard Butler), el diseñador del sistema, es amonestado por un subcomité del Senado por activar los satélites sin autorización, con el fin de dispersar un huracán que se estaba formando sobre Shanghái. Jake es cesado como jefe del proyecto y reemplazado por su hermano, Max Lawson (Jim Sturgess), que trabaja para el Secretario de Estado.
Tres años después, un equipo de cascos azules de la ONU desplegado en Afganistán encuentra una aldea, cuyos habitantes estaban congelados. El presidente de Estados Unidos, Andrew Palma (Andy Garcia), convoca una reunión de emergencia para evaluar la situación, responsabilizando a un fallo técnico del sistema de satélites. Max exige una investigación y Palma autoriza a enviar a alguien a la Estación Espacial Internacional de Control de Clima. El secretario de Estados Unidos, Leonard Dekkom (Ed Harris), propone enviar a Jake. Mientras tanto, en la ICSS, un tripulante es expulsado al espacio tras extraer y almacenar los datos de registro del satélite afgano para la investigación del fallo.
Max va a ver a Jake a su casa de Florida, donde ha vivido durante los últimos tres años en compañía de su hija Hannah Lawson (Talitha Bateman), en custodia compartida con su exesposa. Max intenta convencer a Jake de volver al proyecto y que investigue las causas del fallo del satélite. Mientras tanto, el aumento progresivo de la temperatura en Hong Kong, provoca la explosión de los gaseoductos de distribución, destruyendo parte de la ciudad y casi matando a Cheng Long (Daniel Wu), amigo de Max y jefe de la oficina del Dutch Boy en Hong Kong.
Al llegar a la ICSS, Jake se presenta a Ute Fassbinder (Alexandra Maria Lara), la comandante de la estación, y a su equipo. Cuando Jake, junto con el equipo de la estación revisan el satélite, el brazo robótico que lo contiene sufre un fallo de funcionamiento que hace que el satélite acabe destrozado en el hangar y que sus datos queden perdidos. Cuando otro satélite falla, Tokio se ve golpeado por una enorme granizada causada por parte general del proyecto. Max predice que si el fallo continúa, el mundo se enfrentaría a una Geostorm (Geo-tormenta en español), una reacción en cadena de fenómenos climáticos extremos a escala global y de forma simultánea. Debido a esto, Max pide ayuda a Dana (Zazie Beetz), una hacker del Departamento de Defensa que trabaja en ciberseguridad, y ambos descubren que su bloqueo de acceso ha sido intencionado, por parte de un miembro de la Casa Blanca de los Estados Unidos. Mientras tanto, en Hong Kong, la oficina de Cheng es asaltada por mercenarios armados que comienzan a destrozar el equipo y a eliminar información. Cheng logra esconderse y volar a los Estados Unidos para advertir a Max.
En otro intento para encontrar la causa del fallo en los satélites, Jake y Ute realizan un paseo espacial para recuperar una unidad de datos que había sido eyectada al espacio junto con el ingeniero. Sin embargo, el traje de Jake sufre un fallo y sus propulsores de maniobra quedan fuera de control y hacen que casi se pierda en el espacio. Tras ser rescatado, Jake revela a Ute que ha logrado recuperar el disco, pero que sospecha de un traidor entre ellos, y que por eso lo mantiene en secreto. Jake y Ute intentan encontrar el origen del fallo, pero son bloqueados, lo que hace que Jake sospeche que alguien en la Casa Blanca es el responsable de las anomalías. Jake explica sus hallazgos a su hermano en un mensaje cifrado. Cuando se desata una oleada de fallos en los satélites, el personal de la ICSS los desactiva, haciéndolos colisionar con los módulos de reemplazo. Mientras tanto, Cheng se encuentra con Max, pero es asesinado cuando alguien lo empuja frente a un coche y muere atropellado. Antes de morir, Cheng le habla a Max de algo llamado Proyecto Zeus. Con la ayuda de Dana, Max descubre que el proyecto Zeus es un programa de simulación de patrones climáticos extremos cuyo objetivo es aumentar la intensidad de la Geostorm.
Jake y Ute, con la ayuda del jefe de seguridad, Ray Dussette (Amr Waked), recuperan el registro de datos del ingeniero muerto y descubren que el sistema del satélite había sido infectado por un virus, impidiendo el acceso al sistema informático del satélite. Jake cree que el presidente Palma está detrás del ataque, pues es el único que tiene los códigos de reinicio, y que está usando al Dutch Boy como arma. Jake le dice a Max que necesita los códigos para reiniciar el sistema y eliminar el virus. Max pide ayuda a su novia, Sarah Wilson (Abbie Cornish), quien es agente del Servicio Secreto, para que lo ayude a conseguir el código.
Durante la Convención Demócrata en Orlando, Max descubre que, con la reciente caída de temperatura en Río de Janeiro, la tormenta se dirige hacia dicha ciudad. Pide ayuda a Dekkom para que le ayude a conseguir el código de desactivación, pero cuando Dekkom trata de matarlo, descubre que los "fallos" en los satélites son obra de este. Max logra escapar e informar a Sarah quien, con la ayuda de Max, "secuestra" al presidente Palma para protegerlo de los mercenarios de Dekkom y asegurar el código, que es biométrico. Logran huir del estadio justo antes de que la tormenta lo destruya. Tras huir de los mercenarios de Dekkom, encuentran a este en un control. Dispara contra el taxi y hace que vuelque. Cuando está a punto de matar a Palma, Sarah lo detiene momentos antes de la llegada de la policía. Dekkom es detenido y revela sus intenciones: utilizar al Dutch Boy como un arma para aniquilar a los enemigos de los Estados Unidos, así como a toda la línea de sucesión presidencial, y devolver al país a 1945, cuando Estados Unidos era la única potencia mundial.
A bordo de la ICSS, el virus hace que el equipo pierda el control del sistema e inicie la secuencia de autodestrucción de la estación espacial. A medida que los desastres climáticos amenazan las grandes ciudades del mundo, Jake descubre que Duncan Taylor (Robert Sheehan), el ingeniero de sistemas de la estación, es el responsable y que era el saboteador de Dekkom a bordo de la ICSS. Duncan intenta matar a Jake y en la pelea que le sigue, Jake expulsa a Duncan al espacio y escapa. La tripulación comienza a evacuar la estación, pero Jake decide quedarse para asegurarse de que la secuencia de reinicio se complete. Ute también decide quedarse, mientras Max y Sarah escoltan a Palma hasta el Centro Espacial Kennedy, donde descubren que, aunque el código de desactivación pueden detener la Geostorm, no puede detener la autodestrucción de la Estación Espacial. Jake y Ute logran reiniciar el sistema y transferir el control a la NASA antes de que la estación espacial explote y evitan la Geostorm. Ambos logran escapar, justo antes de la explosión, refugiándose en uno de los módulos de satélite, y logran hacer señales a uno de los transbordadores para que los recojan.
Seis meses después, Jake recupera su trabajo como ingeniero jefe de Dutch Boy, cuyo control es transferido a un comité internacional.

## Elenco y personajes

Cartel promocional en Newport, Gales (Reino Unido).

- Gerard Butler como Jake Lawson. Ingeniero diseñador de Dutch Boy.
- Jim Sturgess como Max Lawson. Hermano menor de Jake.
- Ed Harris como el secretario de los Estados Unidos Leonard Dekkom.[2] Es el responsable de utilizar el Dutch Boy como un arma, ya que trataba de hacer que todo volviera al año 1945 cuando el país de Estados Unidos era la única potencia mundial.
- Abbie Cornish como Agente Sarah Wilson. Novia de Max. [2]
- Andy García como el presidente de los Estados Unidos Andrew Palma.[2]
- Alexandra  Maria Lara como Ute Fassbinder. Comandandante de la ICSS.
- Amr Waked como Ray Dussette. Miembro de la tripulación de la ICSS.
- Eugenio Derbez como Al Hernández. Miembro de la tripulación de la ICSS.
- Robert Sheehan como Duncan Taylor. Miembro de la tripulación de la ICSS.
- Billy Slaughter como Karl Dright.
- Daniel Wu como Cheng Long. Jefe de la oficina del Dutch Boy en Hong Kong y amigo de Max.
- Talitha Bateman como Hannah Lawson. Hija de Jake y sobrina de Max.
- Zazie Beetz como Dana. Experta en ciberseguridad y buena amiga de Max.

## Producción
La preproducción se inició el 7 de julio de 2014. Dean Devlin fue elegido para dirigir una película de acción y ciencia ficción Geostorm para Warner Bros., que estará protagonizada por la estrella del cine Gerard Butler, junto a Jim Sturgess, Abbie Cornish, Ed Harris y Andy García. El 19 de agosto, Alexandra Maria Lara se unió elenco de la película para interpretar a la comandante de una estación espacial y también ser el interés amoroso del personaje de Butler y ayudar a salvar el mundo. El 26 de septiembre Katheryn Winnick fue incluida en el elenco, ella interpretará a Olivia, exesposa y madre de Hannah. El 8 de octubre, se añadió a Eugenio Derbez en el elenco de la película.

### Rodaje
El rodaje de la película comenzó el 20 de octubre de 2014, en Nueva Orleans, Luisiana, y duró hasta el 10 de febrero de 2015. La filmación comenzó en Loyola Ave. Algunas escenas de la NASA fueron filmadas en el Fondo para la NASA en Nueva Orleans en noviembre de 2014 y enero de 2015.